# Brachyrhamdia meesi
Brachyrhamdia meesi és una espècie de peix de la família dels heptaptèrids i de l'ordre dels siluriformes.

## Morfologia
- Els mascles poden assolir 6,1 cm de longitud total.[5][6]

## Hàbitat
És un peix d'aigua dolça i de clima tropical (24 °C-26 °C).

## Distribució geogràfica
Es troba a Sud-amèrica: conca del riu Amazones al Brasil.